# Île aux Juifs
L’île aux Juifs (ou île des Juifs), ensuite appelée île des Templiers, est une ancienne île de la Seine, à Paris. 
L'archéologue Jacques-Antoine Dulaure considère que cette île était également nommée île-aux-Treilles, parce qu'il existait une île sur la Seine qui était couverte de treilles, et il conjecture qu'il pourrait s'agir de celle-ci. L’auteur précise qu’il s’agit de l’île, voisine, de Buci. Il indique que l’île aux Juifs s’est appelée Île-aux-Vaches. Cependant, le géographe Jaillot estime que cela est dû à une confusion avec l'Île des Treilles, qui se trouvait plus en aval sur la Seine et qui avait été réunie avec l'île aux Vaches et l'île de Jérusalem pour constituer l'île des Cygnes, à la hauteur du Palais Bourbon. Toujours selon Jaillot, le nom correct de cette île serait Île-aux-Bureaux, depuis qu'elle avait été concédée à sire Hugues Bureau le 6 février 1462.

## Historique

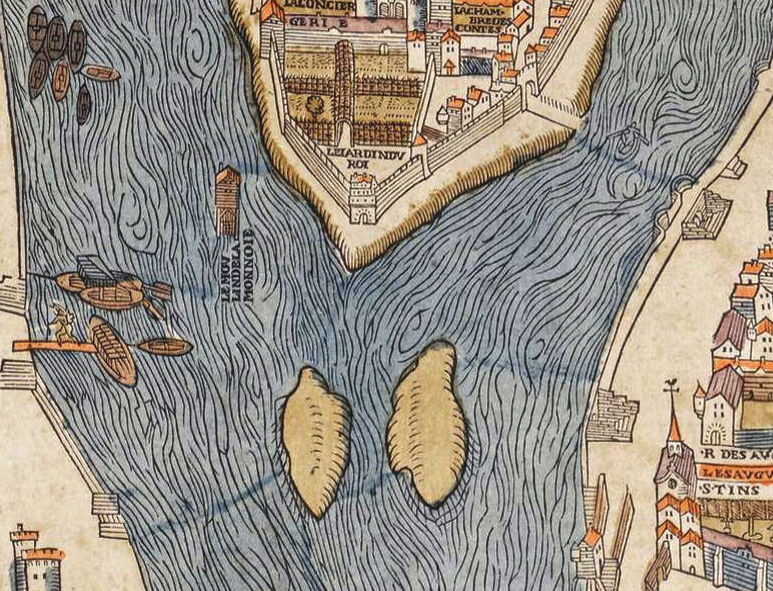
Île aux Juifs & Îlot de la Gourdaine (v. 1550).

Elle était située juste à l’ouest de l’île de la Cité, sur la partie méridionale de l'actuel square du Vert-Galant, près du palais de la Cité, et faisant face sur l'autre rive à la tour de Nesle et au clos de Laas, terres de l'abbaye de Saint-Germain-des-Prés, à laquelle l'île appartenait aussi. L'un des bras de la Seine la séparait de l'enceinte sud du palais de la Cité, terminée par la salle de la Pointe, et un autre, du couvent des Augustins, fondé en 1300. Elle était parallèle à l'île à la Gourdaine où se trouvait le moulin de la Gourdaine, mais plus proche de l'actuel quai des Grands-Augustins.

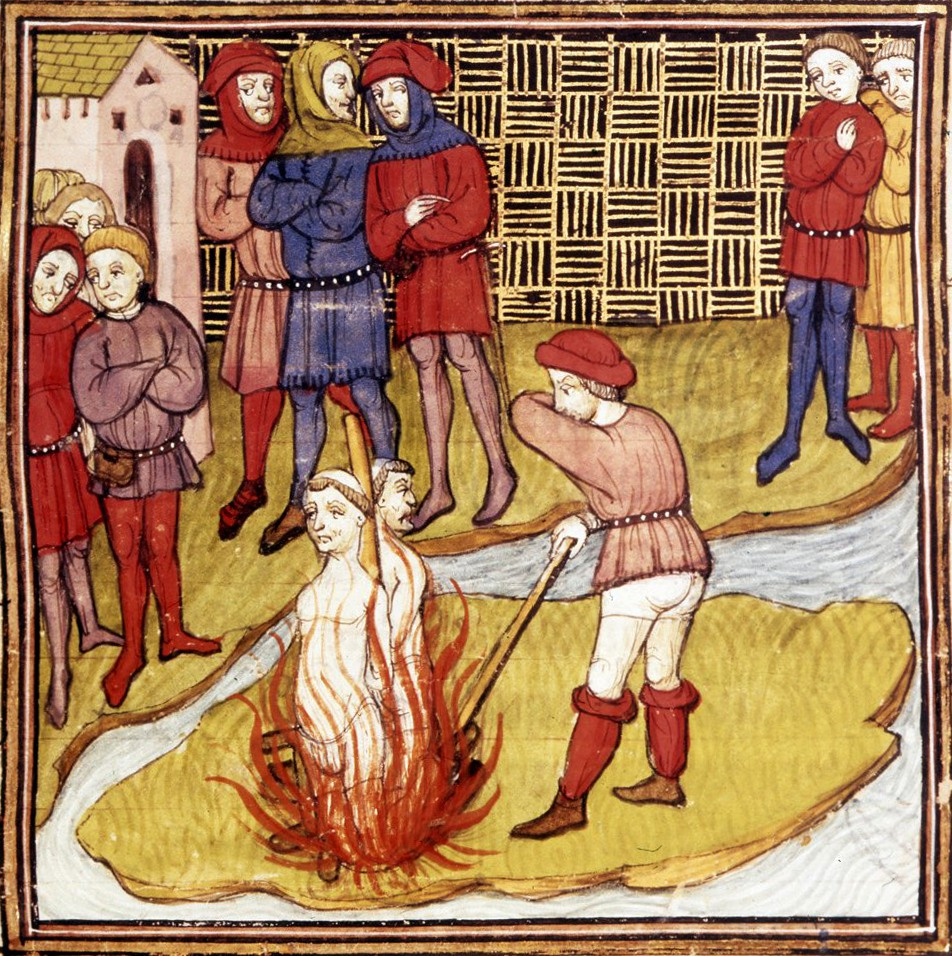
Jacques de Molay et Geoffroy de Charnay sur le bûcher, miniature du Maître de Virgile. Grandes Chroniques de France, vers 1380, BL, Royal MS 20 C vii, f.48r.

C'est le plus grand des îlots alluvionnaires qui prolongeaient l'île de la Cité sur sa partie occidentale. L'île tire sans doute son nom d'exécutions antérieures qui y auraient été faites sous prétexte de religion durant le Moyen Âge. C'est d'ailleurs sur cette île que furent brûlés vifs, le 18 mars 1314, Jacques de Molay, dernier maître des Templiers, et Geoffroy de Charnay, grand prieur de Normandie, qui protestèrent de leur innocence sur le bûcher. Comme, au moment de cette exécution, l'île était propriété de l'abbaye de Saint-Germain-des-Près, ses religieux se sont plaints, parce qu'ils estimaient qu'elle constituait un affront aux droits de leur seigneurie, mais le roi leur répondit qu'il n'avait jamais été son intention de porter atteinte à leur propriété.
La construction du pont Neuf par Henri III puis Henri IV, de 1577 à 1607, entraîna la réunion de trois îles voisines (île à la Gourdaine, îlot du Passeur-aux-Vaches et île aux Juifs) à l'île de la Cité, cette section devenant la place Dauphine,.

## Galerie

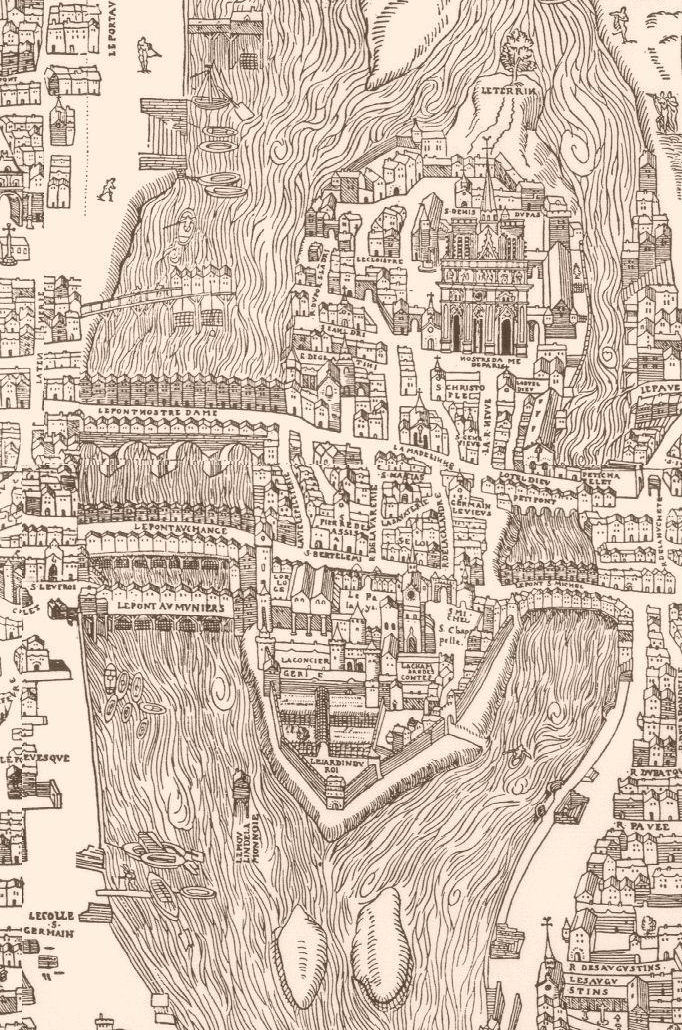
L'île aux Juifs sur le plan de Bâle (1552), elle est en bas de l'île de la Cité, sur la droite.
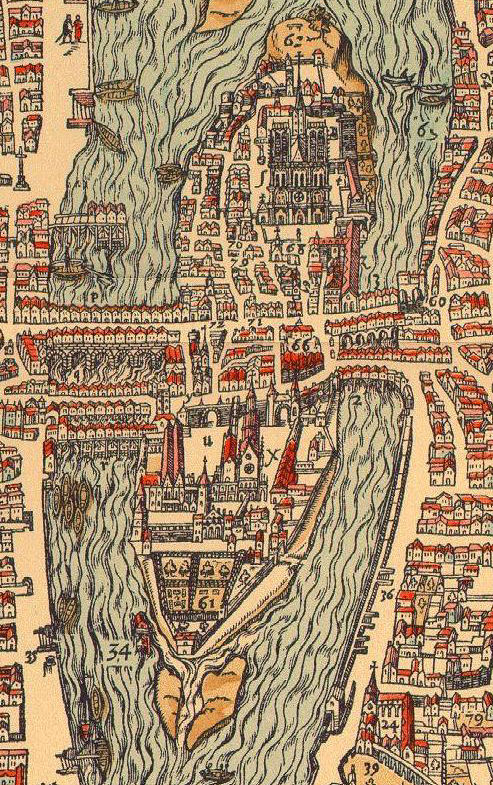
L'île aux Juifs sur le plan de Belleforest (1575), elle est en bas de l'île de la Cité, sur la droite.
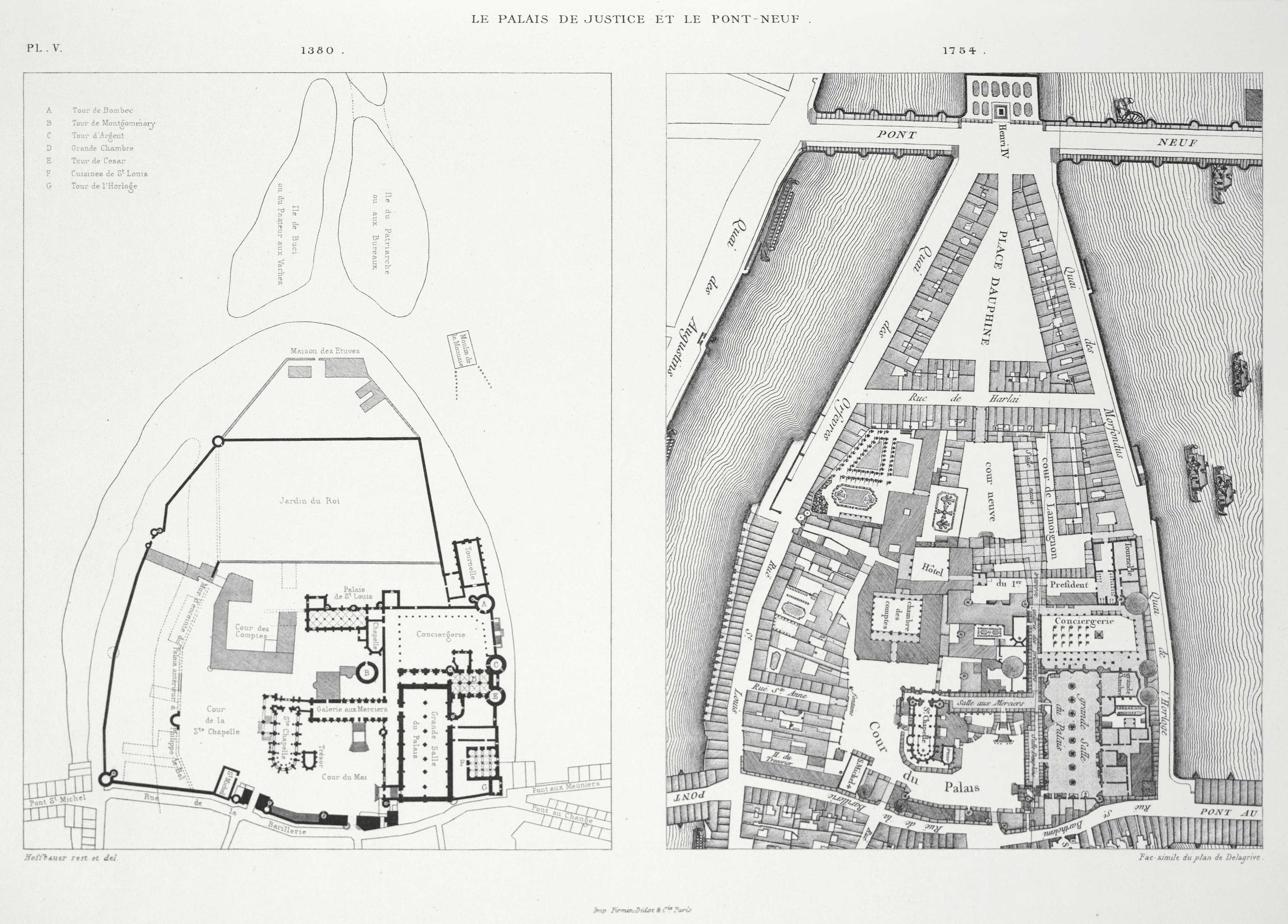
Les transformations de la pointe ouest de l'île de la Cité et du palais de la Cité entre 1380 et 1620, avec la construction du pont Neuf et de la place Dauphine.